# Airway Heights
Airway Heights és una ciutat i alhora capital del Comtat de Spokane a l'Estat de Washington als Estats Units d'Amèrica. Segons el cens dels Estats Units del 2000 tenia 4.500 habitants.

## Demografia
Segons el cens del 2000, Airway Heights tenia 4.500 habitants, 958 habitatges, i 656 famílies. La densitat de població era de 356 habitants per km².
Dels 958 habitatges en un 40,7% hi vivien nens de menys de 18 anys, en un 45,7% hi vivien parelles casades, en un 18,9% dones solteres, i en un 31,5% no eren unitats familiars. En el 25,3% dels habitatges hi vivien persones soles el 6,2% de les quals corresponia a persones de 65 anys o més que vivien soles. El nombre mitjà de persones vivint en cada habitatge era de 2,55 i el nombre mitjà de persones que vivien en cada família era de 3,02.
Per edats la població es repartia de la següent manera: un 16,9% tenia menys de 18 anys, un 11,6% entre 18 i 24, un 46,8% entre 25 i 44, un 20,3% de 45 a 60 i un 4,5% 65 anys o més.
L'edat mediana era de 34 anys. Per cada 100 dones de 18 o més anys hi havia 325 homes.
La renda mediana per habitatge era de 29.829 $ i la renda mediana per família de 31.344 $. Els homes tenien una renda mediana de 26.117 $ mentre que les dones 22.031 $. La renda per capita de la població era d'11.069 $. Aproximadament el 14,8% de les famílies i el 22% de la població estaven per davall del llindar de pobresa.

## Poblacions properes
El següent diagrama mostra les poblacions més properes.